# 沈烜
沈烜（1758年—1823年），字再中，一字午亭，浙江宁波府鄞县人，清朝中后期水师将领。

## 姓名
沈烜的名字在古籍中有多种记载。其中《清实录》中的《嘉庆实录》、《道光实录》都记作沈烜。《清代官员履历档案全编》、台湾中央研究院歷史語言研究所档案都记作“沈烜”。《四明谈助》中记作“沈瑄”。《民国鄞县通志》中记作“沈烜”。2016年4月浙江宁波海曙区出土其墓道石刻记作“沈瑄”。而今浙江宁波市海曙区“上元戎第”（沈氏故居）中载“沈垣”。后世史家如朱彭寿等遵循《清实录》作沈烜，而新闻报道则遵循出土实物而作沈瑄。

## 年表
- 18岁，以骑射补授嘉庆武生[1]。
- 20岁，从军，隶浙军帅麾下由哨司，后累擢至千总。
- 嘉庆八年（1803年），在定海徐公洋海战中获首功。
- 嘉庆九年（1804年）五月，补授浙江温州镇标外海水师守备。
- 嘉庆十一年（1806年）十二月，越缺补授温州镇左营游击。
- 嘉庆十二年（1807年）九月，升任广东大鹏营参将。
- 嘉庆十四年（1809年）三月，升任海口协副将。
- 嘉庆十五年（1810年）八月，因缉捕广东海盗立功，受清廷赏赐花翎，任以广东春江协副将。
- 嘉庆十六年（1811年）十一月，升任江苏苏松镇总兵官。
- 嘉庆十九年（1814年）九月，丁内忧。
- 嘉庆二十二年（1817年）二月，丁忧三年满，起用，以候补总兵官任广东阳江镇总兵官。
- 嘉庆二十四年（1819年）三月，升任广东水师提督[1]。
- 道光二年（1822年）三月，以年老上奏退休。同年四月，奏请进京谒清皇陵之昌陵（嘉庆帝之陵寝，沈是嘉庆故官），获准。例食全俸退休，上奏领半俸[3]。
- 道光三年（1823年）十一月（卒），遗摺由浙江巡抚帅承瀛进呈道光帝。道光帝谕旨照提督例赐恤、祭葬如例，谥勤毅[1]，封振威將軍，夫人李氏一品夫人，荫一子同知衔[3]。《四明谈助》中载道光四年卒（1824年）。

## 遗物遗迹
- 阮元書皇清誥赠振威将军广东水师提督沈在宫墓，沈在世时与两江总督阮元为友，沈父沈在宫去世后，阮元作墓表。
- 今浙江宁波海曙区清广东水师提督沈瑄墓，2016年4月出土[2]。
- 今浙江宁波海曙区“上元戎第”，是沈氏的故居[3]。